# Aison (Vasenmaler)

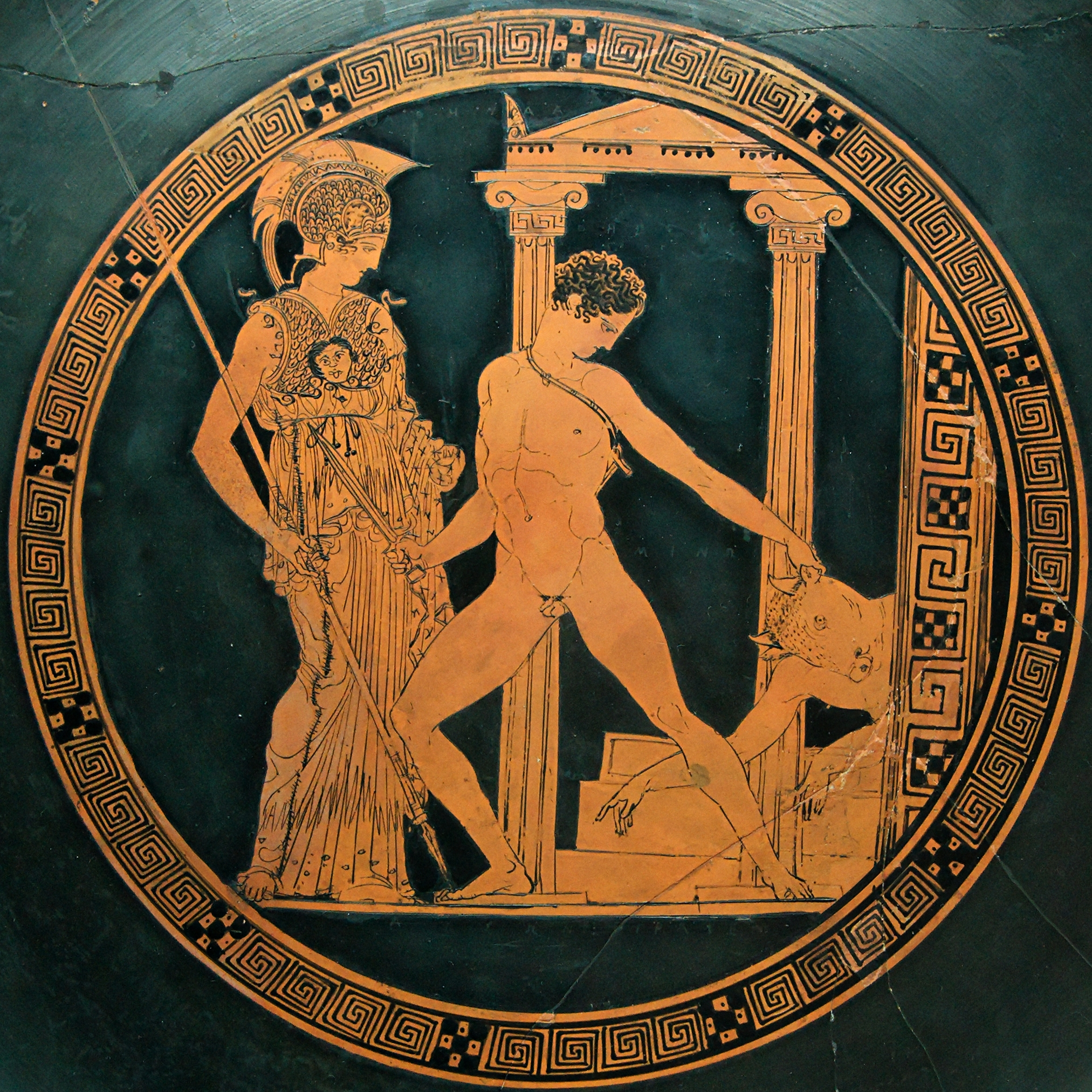
Schale des Aison, Madrid, Museo Arqueológico Nacional: Theseus, Athena und der Minotauros

Aison (altgriechisch Αἴσων) war ein Vasenmaler des attisch-rotfigurigen Stils. Seine etwa 60 überlieferten Gefäße stammen aus der Zeit zwischen 435 und 415 v. Chr.
Seine Karriere verbrachte er in mehreren Töpferwerkstätten, wo er mit diversen anderen bekannten Vasenmalern im Kontakt stand. Seine ersten Werke, Ephebenbilder, schuf er in derselben Werkstatt wie der Kodros-Maler. Die erste signierte Prachtschale mit Motiven aus der Theseussage, die sich heute im Museo Arqueológico Nacional in Madrid befindet, schuf er in derselben Werkstatt, in der der Penthesilea-Maler tätig war und Aristophanes sein Nachfolger war. In der dritten Werkstatt arbeitete er mit dem Schuwalow-Maler und dem Eretria-Maler zusammen. Hier bemalte er vor allem geschlossene Gefäße. Alle drei Künstler standen offensichtlich in der Tradition des Polygnotos. Aus dieser Zeit stammt auch sein zweites Paradestück, ein Bauchlekythos im Archäologischen Nationalmuseum Neapel. Motiv ist hier eine in der Tradition des Schildes der Athena Parthenos stehende Amazonenschlacht.
Zwei weitere Lekythen (heute im Louvre und im Archäologischen Nationalmuseum Athen) zeigen offenbar eine Hinwendung des Malers zum Adonis-Kult. Sein Stil beginnt sich schon hier dem reichen Stil anzunähern, was sein Schüler, der Meidias-Maler später noch fortsetzen sollte. Wie schon zum Beginn der Karriere beim Kodros-Maler verschwimmen mit der Zeit die Grenzen der Darstellung mit dem Meidias-Maler und zum Teil fallen eindeutige Zuweisungen der Arbeiten schwer. Besonders schwierig ist es bei Choenkannen mit dionysischen Motiven. In der Wissenschaft wird er deshalb auch dem Meidias-Kreis zugerechnet.
Auffällig ist die unterschiedliche Qualität seines Werkes, was wohl in erster Linie auf den unsteten Lebenswandel, der sich in den häufigen Werkstattwechseln zeigt, zurückgeführt wird. Eine häufig in der Wissenschaft gezeigte Geringschätzung für das Gesamtwerk wird Aison jedoch nicht gerecht.